# Teracotona pruinosa
Teracotona pruinosa là một loài bướm đêm thuộc phân họ Arctiinae, họ Erebidae.